# SpaceX AX-4
SpaceX AX-4 — четвёртый пилотируемый коммерческий (туристический) космический полёт к Международной космической станции, организованный техасской американской компанией «Аксиом Спейс» в сотрудничестве с SpaceX и НАСА и выполненный на космическом корабле Crew Dragon Grace .

## Экипаж
| Астронавт                | Должность               | № полёта        | Организация     |
| Основной экипаж          | Основной экипаж         | Основной экипаж | Основной экипаж |
| ------------------------ | ----------------------- | --------------- | --------------- |
| Пегги Уитсон             | Командир                | 5               | Аксиом Спейс    |
| Шубханшу Шукла           | Пилот                   | 1               | ISRO            |
| Славош Узнаньский        | Специалист полёта       | 1               | POLSA/ЕКА       |
| Тибор Капу               | Специалист полёта       | 1               | HUNOR           |
| Дублёры                  |                         |                 |                 |
| Майкл Лопес-Алегрия      | Командир                | 7               | Аксиом Спейс    |
| Прасант Балакришнан Наир | Пилот                   | 1               | ISRO            |
| Дьюла Череньи            | Специалист полёта пилот | 1               | HUNOR           |

В апреле 2024 года появилось сообщение о назначении командиром в состав миссии SpaceX AX-4 астронавта Пегги Уитсон. Также к полёту подготовились астронавты ЕКА поляк Славош Узнаньский и венгр Тибор Капу, индиец Шубханшу Шукла.

## Полёт
Изначально запуск корабля был запланирован на май 2025 года, однако по различным причинам запуск неоднократно переносился. Запуск корабля Crew Dragon Grace состоялся 25 июня 2025 года в 9-31 мск со стартового комплекса LC-39A Космического центра имени Джона Ф. Кеннеди во Флориде с использованием ракеты-носителя Falcon 9 FT. Cтыковка осуществлена 26 июня, 10:31 UTC к модулю «Гармония» (IDA-3 на PMA-3). Запланированная продолжительность полёта была 14 суток.
14 июля в 11:15 UTC (14:15 мск) корабль «Grace» отстыковался от МКС. 15 июля в 9:31:36 UTC (12:31:36 мкс) корабль приводнился в Тихом океане у побережья штата Калифорния, недалеко от Сан-Диего. В ходе коммерческой миссии SpaceX AX-4 продолжительностью 20 суток 3 часа экипаж космического корабля Crew Dragon Grace выполнил  на МКС более 60 исследовательских работ и принял участие в более чем 20 информационно-просветительских мероприятиях.